# Ревезень
Ревезе́нь — село в Перевозском районе Нижегородской области. Входит в состав Дзержинского сельсовета.

## География
Село располагается на правом берегу реки Пьяны. Согласно «ЭСБЕ», в конце XIX века в селе «из кустарных промыслов был особенно развит плотничный». 
В окрестностях населённого пункта располагается особо охраняемая природная территория областного значения «Степные склоны у села Ревезень».

## Топоним
Название села происходит от мордовского слова «ривезь» (лиса) и "зень" (овраг), что даёт смысловой перевод места как «урочище Лисье».

## Население
| 2002 | 2010 |
| ---- | ---- |
| 365  | ↘300 |